# Hawker Tempest
L’Hawker Tempest, evoluzione del precedente Typhoon, era un cacciabombardiere monoplano e monomotore progettato dall'azienda aeronautica britannica Hawker Aircraft e impiegato prevalentemente dalla Royal Air Force; realizzato con diverse motorizzazioni, entrò in servizio nel corso della seconda guerra mondiale e rimase nei reparti delle forze aeree di India e Pakistan fino alla seconda metà degli anni cinquanta.

## Storia del progetto
Mentre la Hawker e la RAF erano alle prese con i problemi di sviluppo evidenziati dal Typhoon, già nel mese di marzo del 1940 Sydney Camm e la sua squadra considerarono di rielaborarne il progetto concentrandosi in particolare sulla revisione dell'ala, considerata la causa principale delle insoddisfacenti performance in quota del nuovo caccia.
Nel nuovo progetto, che al momento aveva la designazione Hawker P. 1012 (o Typhoon II), venne studiato l'impiego di una nuova ala con profilo a flusso laminare, la stessa soluzione che i tecnici della statunitense North American Aviation stavano considerando per il progetto del loro P-51 Mustang.
Nel caso del P. 1012 il valore del rapporto tra lo spessore e la lunghezza dell'ala era pari al 14,5%, contro il 18% del Typhoon, ed il massimo spessore dell'ala veniva raggiunto in un punto relativamente distante dalla mezzeria della corda alare; la lunghezza dall'ala venne variata nel corso dello sviluppo progettuale: inizialmente più lunga rispetto a quella del Typhoon, in un secondo momento venne sensibilmente accorciata finendo per risultare, al contrario, più corta.
Con queste caratteristiche la nuova ala risultò troppo sottile perché vi potessero trovare posto i serbatoi di carburante, che furono spostati nella fusoliera davanti al pilota; questa modifica consentì, d'altro canto, di spostare nello spessore alare i radiatori per il raffreddamento del previsto motore Sabre IV, con prese d'aria disposte nel bordo d'entrata, in prossimità della radice alare.
Il disegno della pianta dell'ala assunse inoltre una forma ellittica per consentire l'alloggiamento dei quattro cannoni Hispano Mk.II ed ai loro serbatoi da 200 proiettili ciascuno. La nuova forma dell'ala portò Sydney Camm, famoso per il suo tagliente umorismo, ad osservare che "Lo staff dell’aeronautica non avrebbe voluto acquistare niente che non somigliasse a uno Spitfire.".

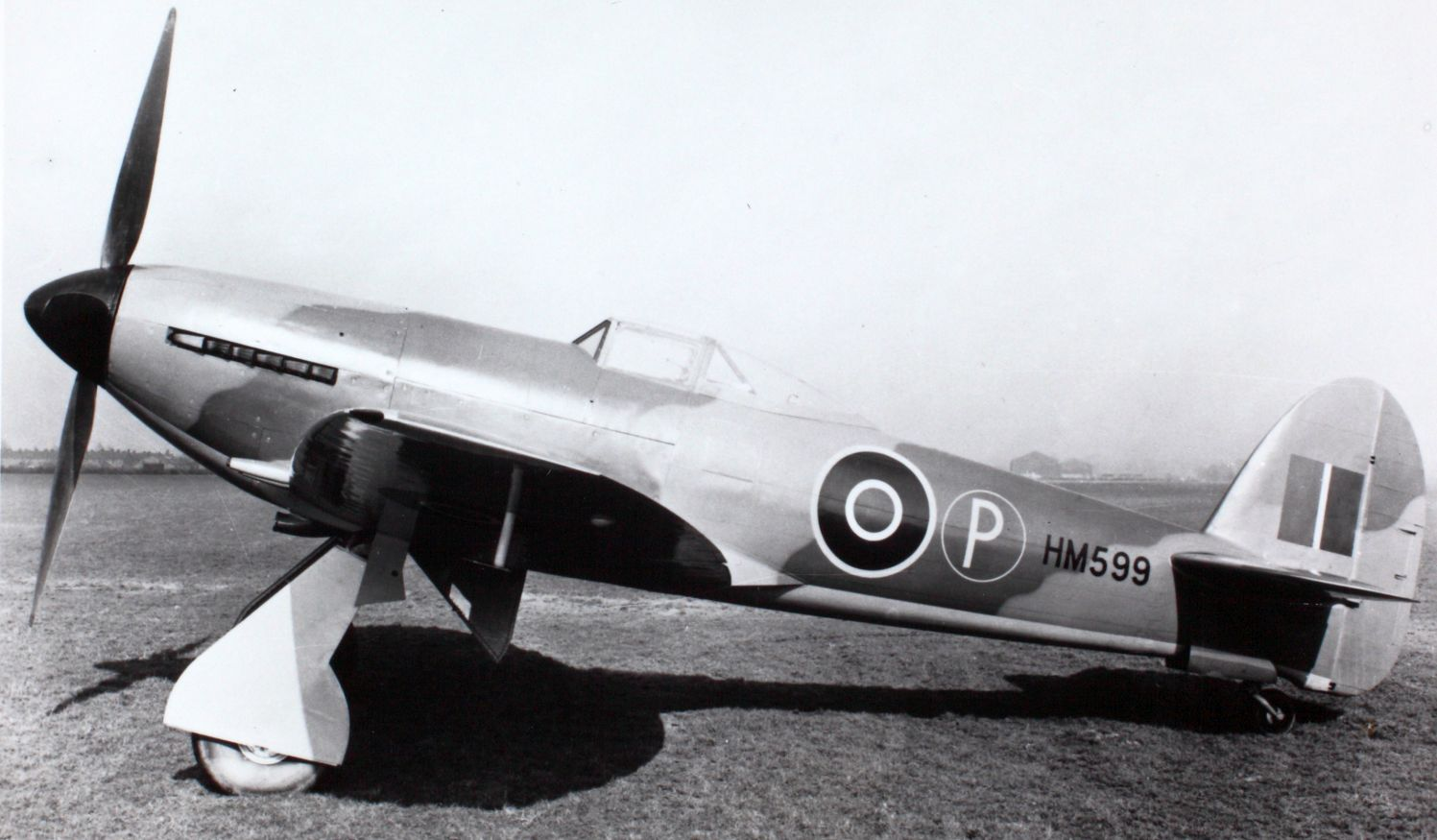
L'unico esemplare di Tempest Mk.I costruito.

All'inizio dell'autunno del 1941 il progetto del nuovo caccia era sostanzialmente definito e nel mese di ottobre il ministero dell'aria emise la specifica  F.10/41, scritta appositamente per poter sottoscrivere, il mese seguente, un contratto per due prototipi del nuovo velivolo. All'epoca l'aereo era ancora identificato come "Typhoon Mark II", ma venne successivamente rinominato Tempest quando era ormai chiaro che le numerose modifiche introdotte avevano infine portato ad un velivolo diverso. A proposito della variazione della denominazione del nuovo aereo le fonti sono in disaccordo tra loro, facendo risalire tale decisione al gennaio 1942, al successivo mese di febbraio o ancora al mese di agosto.
Poco meno di un anno dopo, il 2 settembre del 1942, il primo prototipo del Tempest venne portato in volo per la prima volta, anche se si trattava sostanzialmente di un velivolo "ibrido": con l'obiettivo di accelerare il processo di sviluppo, Camm e la Hawker decisero di utilizzare la nuova ala abbinata alla cellula di un Typhoon, modificata con l'aggiunta del serbatoio davanti al pilota ma ancora equipaggiata con il motore Sabre II ed il radiatore "a mento" nella zona frontale e l'abitacolo con gli sportelli di tipo automobilistico.
Nel frattempo però, sulla scorta dell'esperienza infelice maturata con il progetto del Hawker Tornado, la Hawker aveva previsto soluzioni alternative per la motorizzazione del nuovo caccia: caratterizzati da diversi numeri di modello (Mark, in lingua inglese), furono studiate complessivamente cinque alternative ognuna dotata di un diverso apparato propulsivo.
| Designazione | Motore                  | Data del primo volo | Note                                                |
| ------------ | ----------------------- | ------------------- | --------------------------------------------------- |
| Mark I       | Napier Sabre IV         | 24 febbraio 1943    | progetto abbandonato                                |
| Mark II      | Bristol Centaurus IV    | 28 giugno 1943      | derivato dal progetto del Tornado                   |
| Mark III     | Rolls-Royce Griffon IIB | 27 novembre 1944    | confluito nel progetto del Sea Fury                 |
| Mark IV      | Rolls-Royce Griffon 61  | -                   | progetto abbandonato                                |
| Mark V       | Napier Sabre II         | 2 settembre 1942    | ulteriori modifiche portarono alla versione Mark VI |

Pressato dall'urgente necessità di aerei dalle prestazioni sempre migliori, l'Air Ministry aveva emesso già nel mese di agosto (ancor prima del volo del prototipo) un ordine per 400 esemplari di Tempest Mk.I; i problemi riscontrati nella realizzazione del motore Sabre IV ed il conseguente ritardo nella realizzazione della prima variante del Tempest (poi definitivamente abbandonata) condussero a trasformare gli ordini in esemplari della variante Mk.V, il primo dei quali lasciò le catene di montaggio il 21 giugno del 1943.
Lo sviluppo della versione Mk.II fu avviato in parallelo a quello delle Mk.I e Mk.V, raccogliendo l'eredità del Tornado, il cui esemplare noto come "F.18/37C" volò per la prima volta il 23 ottobre del 1941. Il programma tuttavia si protrasse considerevolmente a causa delle iniziali difficoltà incontrate nell'evoluzione del motore Centaurus che si prevedeva di utilizzare come motorizzazione. Problemi di lubrificazione, di surriscaldamento, di infiltrazioni dei gas di scarico, ma soprattutto di vibrazioni ritardarono la messa in produzione del motore, determinando rallentamenti e rinvii anche a carico del Tempest Mk.II.
Nel frattempo i tecnici dell'Hawker furono in grado di visionare un esemplare di Focke-Wulf Fw 190 catturato il 23 giugno 1942, traendone particolare vantaggio nella realizzazione del sistema di raffreddamento dell'olio motore e nella conformazione del sistema di scarico dei gas combusti.
Alla fine di giugno del 1943 il Tempest Mk.II riprese i voli di prova mentre il primo esemplare di serie poté prendere il volo solamente il 4 ottobre del 1944, dopo ulteriori ritardi causati dalla difficoltà di individuare uno stabilimento disponibile per installarvi la catena di montaggio, stanti i considerevoli impegni già assunti dalle aziende del gruppo Hawker per la produzione di altri velivoli.

## Tecnica

### Cellula

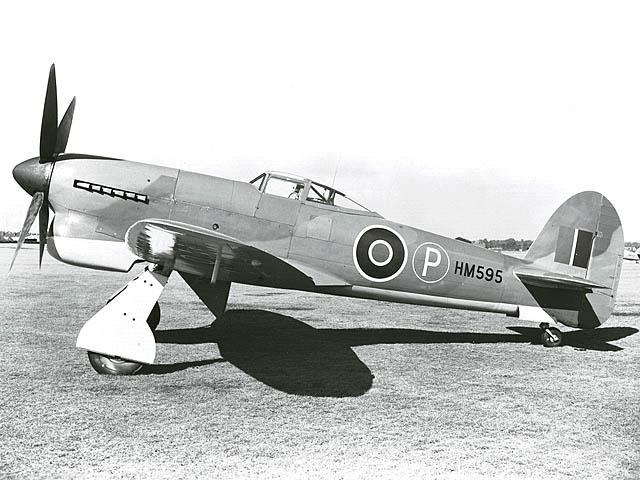
Il prototipo del Tempest Mk.V con il motore Sabre II ed il radiatore frontale "a mento".

Dal punto di vista strutturale la Hawker sostanzialmente trasferì nel Tempest tutte le soluzioni già impiegate nel Typhoon provvedendo, sulla base delle prime esperienze operative, a irrobustire la struttura del tronco posteriore della fusoliera e a ingrandire le dimensioni dell'impennaggio.
Il carrello d'atterraggio presentava gambe più lunghe, per permettere l'installazione di una nuova elica quadripala dal diametro considerevole, e carreggiata più ampia, al fine di migliorare la stabilità nell'atterraggio ad alte velocità; furono utilizzate anche ruote più sottili, per consentirne la ritrazione all'interno del ridotto spessore delle ali.

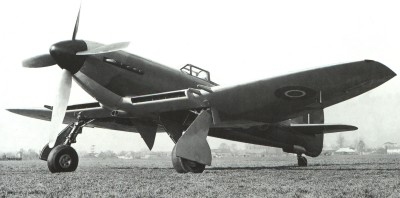
Il prototipo del Tempest Mk.I mette in bella mostra le prese d'aria per i radiatori disposti nello spessore alare.

In ordine cronologico, la prima variante portata in volo fu la Mk.V, nel settembre del 1942; struttura alare a parte, riprendeva anche esteriormente le linee del Typhoon, per quanto affinate dal punto di vista aerodinamico: in particolare, utilizzando lo stesso motore Sabre II, manteneva il radiatore "a mento" nella parte anteriore della fusoliera, che nel progetto originale si era previsto di eliminare.
Nel mese di febbraio del 1943 venne portato in volo il prototipo della versione Mk.I, come inizialmente previsto equipaggiata con il motore Sabre IV e caratterizzata dallo spostamento nello spessore alare dei pacchi radianti per il raffreddamento del propulsore; contraddistinta dalla forma aerodinamica del muso più affusolata, questa versione presentava una certa somiglianza con lo Spitfire, accentuata dal disegno ellittico della pianta alare.
Considerevole mutamento dell'aspetto esteriore del Tempest si ebbe con la comparsa, alla fine di giugno del 1943, della variante Mk.II equipaggiata con un motore radiale, ma la diversa architettura del propulsore non richiese radicali interventi strutturali sulla cellula dell'aereo che rimase sostanzialmente invariata rispetto alle precedenti versioni.

### Motore
Elemento costante nel processo di sviluppo della famiglia Tornado-Typhoon-Tempest fu la difficoltà di reperire un motore potente ed affidabile al tempo stesso: se il fallimento del progetto del motore Rolls-Royce Vulture aveva determinato l'abbandono del caccia Tornado, prima il Typhoon e poi il Tempest si trovarono a convivere con il complesso sviluppo del motore Napier Sabre.

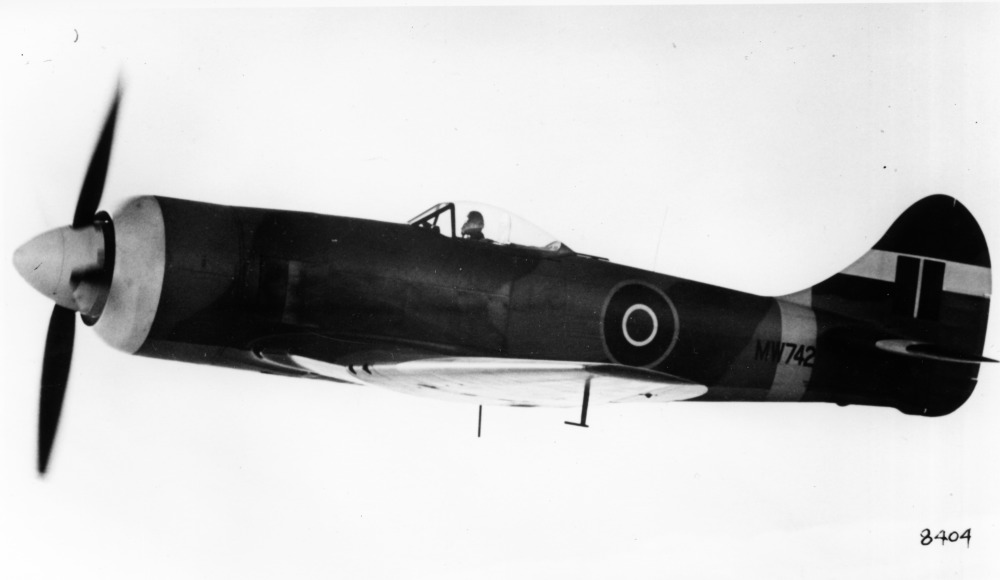
Un Tempest Mk.II con il motore radiale Bristol Centaurus.

Questo era un motore ad H a ventiquattro cilindri, che venne utilizzato fin dal principio sul Typhoon e che, nella versione "IV" (accreditata di 2 240 hp di potenza, pari a 1 670 kW) avrebbe dovuto equipaggiare anche il Tempest.
Il Sabre IV diede buona prova di sé durante test comparativi svolti nel giugno del 1943 quando, installato sulla versione Mk.I del Tempest (con i radiatori nello spessore alare), fece registrare velocità leggermente superiori a quelle del Tempest Mk.V dotato del collaudato Sabre II ma si dimostrò particolarmente complesso da mettere a punto tanto che la Napier e le autorità britanniche decisero di abbandonarne lo sviluppo, rinunciando di conseguenza anche ad ogni ulteriore sperimentazione riguardante il Tempest Mk.I.
Il Sabre II (2 200 hp, pari a 1 640 kW) equipaggiò i Tempest della versione Mk.V mentre il Sabre VA (2 340 hp, pari a 1 745 kW) fu installato sull'ultima variante del Tempest, la Mk.VI.
Il Tempest fu il primo dei caccia Hawker prodotto in serie col motore radiale Bristol Centaurus a diciotto cilindri su due file (o "stelle"), caratterizzato dall'impiego di valvole a fodero. Con una potenza di 2 520 hp (1 879 kW) fu adottato sulla variante Mk.II del Tempest, garantendo una velocità di 440 mph (pari a poco più di 708 km/h).
Nel corso dello sviluppo furono studiate anche due varianti con motore Rolls-Royce Griffon a dodici cilindri a V di 60° sovralimentato tramite compressore centrifugo che sul Tempest non andò oltre la fase sperimentale, anche perché destinato alle più recenti versioni dello Spitfire.

### Armamento

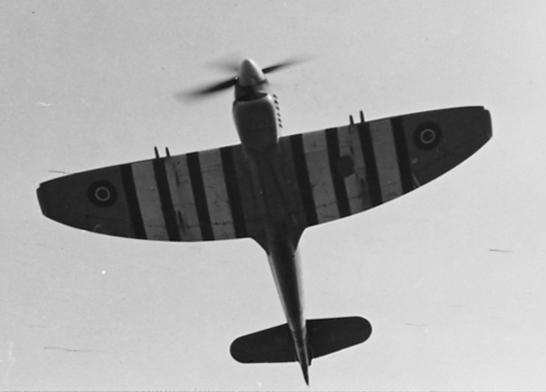
Un Tempest Mk.V visto da sotto, dipinto con le caratteristiche strisce d'invasione (invasion stripes) dei velivoli alleati usati durante il D-Day e alla successiva battaglia di Normandia: si riconoscono i cannoni Hispano Mk.II ancora sporgenti dal bordo dell'ala.

Anche nell'armamento il Tempest riprese inizialmente le stesse dotazioni del Typhoon, alloggiando nello spessore alare quattro cannoni Hispano Mk.II calibro 20 mm, camerati per il munizionamento 20 × 110 mm, caratterizzati esteriormente dalla carenatura che avvolgeva la parte della canna sporgente oltre il bordo d'entrata dell'ala.
Nei primi mesi del 1943 venne messa in produzione la versione Mk.V del cannone Hispano, più leggera e corta della precedente, che risultò adattarsi maggiormente all'ala del Tempest rimanendo all'interno. Gli aerei dotati di questa versione del cannone vennero identificati come Mk.V "Serie 2".
Sotto le ali poteva trasportare bombe fino a 2 000 lb (907 kg) o in alternativa serbatoi supplementari  sganciabili. A testimonianza del lavoro di affinamento aerodinamico svolto sul Tempest, i ganci subalari per le bombe erano carenati ed i serbatoi supplementari a forma di goccia.
Anche sui Tempest, per le missioni di attacco al suolo, trovarono impiego i proiettili a razzo da 3 pollici alloggiati,  quattro per ogni semiala, su apposite rotaie agganciate nell'intradosso alare.

## Impiego operativo
Secondo le indicazioni fornite dalla Air Fighting Development Unit, unità sotto il controllo del Fighter Command della RAF e del Ministero dell'aria incaricata dello svolgimento di prove comparative al fine di sviluppare e definire tattiche di combattimento efficaci contro il nemico, i primi reparti equipaggiati con il Tempest furono tra quelli che in precedenza avevano già impiegato il Typhoon, al fine di agevolare l'introduzione in servizio del nuovo modello.

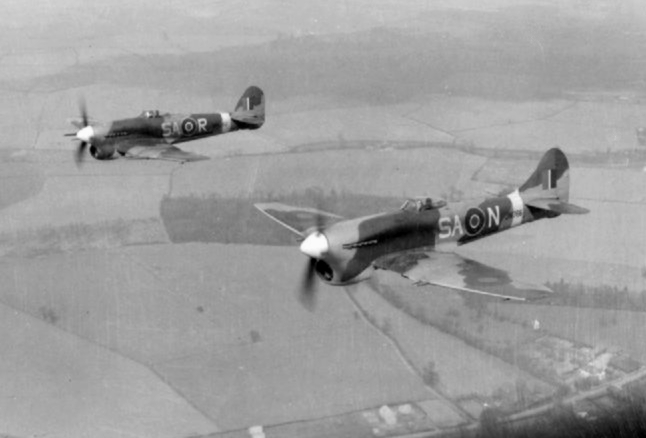
Un Typhoon Mk.IB ed un Tempest Mk.V contemporaneamente in forza al N°486 Squadron della RNZAF.

Le prime consegne riguardarono gli esemplari della serie Mk.V ed ebbero inizio nel gennaio del 1944; i primi reparti completamente operativi furono il N° 486 (reparto della Royal New Zealand Air Force inquadrato nella RAF) ed il N° 3 Squadron, negli ultimi giorni del mese di aprile. Le prime missioni operative furono le stesse già assegnate ai Typhoon, in particolare contro le linee di rifornimento del nemico, mentre nei rari casi di combattimento aereo il Tempest si dimostrò essere in grado di avere la meglio contro qualsiasi avversario, tanto che alcuni ritengono che solo l'inesperienza dei piloti britannici abbia consentito qualche successo ai Bf 109 ed agli Fw 190 nemici.
L'introduzione del Tempest non fu tuttavia priva di noie: nel giro di un mese ben cinque velivoli andarono perduti per problemi al motore; l'elemento critico fu presto individuato nell'elica che, al raggiungimento di elevate velocità, trascinava con sé senza più controllo l'albero motore provocando una situazione di fuorigiri dagli esiti letali per i cuscinetti e per l'impianto di lubrificazione. In breve il problema venne risolto con l'utilizzo di una diversa elica.
Nei giorni dell'Operazione Overlord i Tempest furono tenuti tra le riserve, nell'attesa della reazione da parte della Luftwaffe contro le truppe appena sbarcate; in breve però, riscontrando che tale minaccia non si era concretizzata, anche i nuovi caccia furono gettati nella mischia facendo registrare già dalla prima uscita, effettuata da nove velivoli del N° 3 Squadron, tre abbattimenti senza subire nessuna perdita.
Dopo una sola settimana dall'inizio dello sbarco, i cieli britannici vennero solcati da un nemico fino ad allora sconosciuto ai più: inizialmente identificate con il nome di "divers" (letteralmente, "tuffatori") le V1 divennero il principale pensiero per la Air Defense of Great Britain che assunse il compito vitale di impedire a questi nuovi ordigni di colpire Londra ed il sud dell'Inghilterra. I Tempest dei due Squadron già operativi, cui presto si aggiunsero il N° 56 ed il N° 501 Squadron, vennero affiancati ai reparti equipaggiati con Spitfire, Mustang e Mosquito per giocare un ruolo di primo piano nel contrastare la prima delle Vergeltungswaffen tedesche.
I piloti dei Tempest, operanti dalla base RAF di Newchurch (nel Kent), poterono alla fine fregiarsi di aver abbattuto più di un terzo di tutte le "bombe volanti" neutralizzate dalla RAF tra il 13 giugno ed il 5 settembre del 1944, aggiudicandosi alla fine 638 abbattimenti (altre fonti, tuttavia, indicano numeri diversi o non forniscono dati specifici).

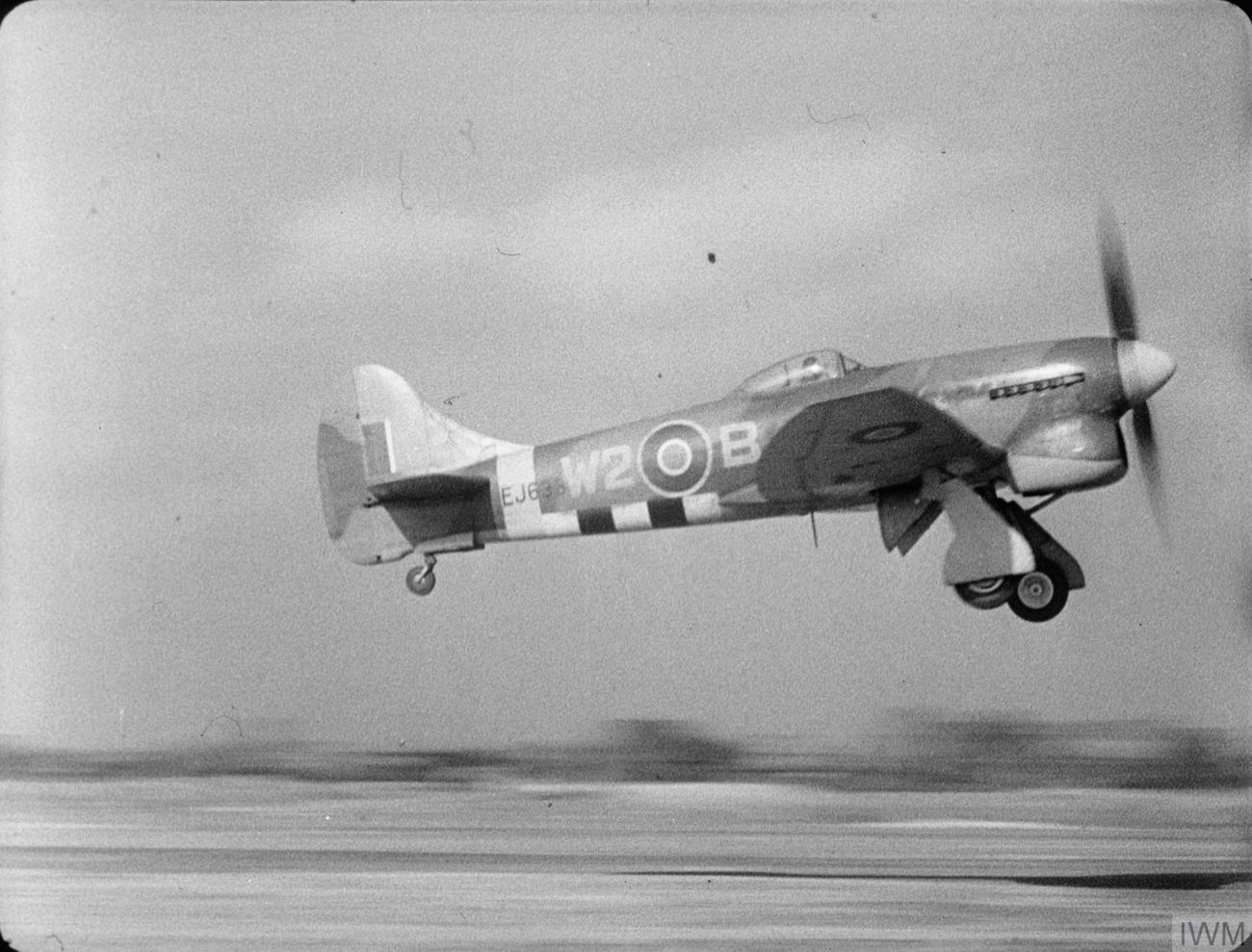
Un Tempest Mk.V, appartenente al N° 80 Squadron della RAF, in decollo dalla base di Volkel, nel Brabante Settentrionale.

Le operazioni di contrasto alle bombe volanti ebbero termine quando l'avanzata delle truppe alleate consentì di conquistare i territori sui quali erano state realizzate le rampe di lancio; per un paio di mesi i Mk.V destinati a questo compito furono oggetto di accurata manutenzione ed i loro piloti inviati presso le Operational Training Units per contribuire all'addestramento delle nuove leve. Altri reparti furono invece impiegati intensivamente nel supporto alle truppe di terra ed al conseguimento della supremazia aerea nei cieli d'Europa; in questo frangente i Tempest Mk.V ebbero l'occasione di scontrarsi, ed in alcuni casi avere la meglio, con i Messerschmitt Me 262.
Il 19 aprile del 1945 un Tempest Mk.V del N° 80 Squadron reclamò l'abbattimento di un velivolo fino ad allora sconosciuto, che dalle analisi registrate dalla fotomitragliatrice si rivelò essere un Heinkel He 162; l'ultimo abbattimento di un velivolo da parte di un Tempest fu registrato il 3 maggio successivo. Al termine del conflitto erano complessivamente otto gli Squadron operativi equipaggiati con i Tempest, di cui sette appartenenti alla 2nd Tactical Air Force ed uno alla Air Defense of Great Britain.
Nel dopoguerra la RAF decise di utilizzare il Tempest Mk.V come velivolo standard dei propri reparti da caccia in attesa dell'entrata in servizio dei nuovi de Havilland DH.103 Hornet e dei jet Gloster Meteor e de Havilland DH.100 Vampire; in questo periodo i reparti operativi, ridotti nel numero in ragione della conclusione delle ostilità, non superarono mai le dieci unità, quattro delle quali furono nel frattempo riequipaggiate con i più recenti velivoli della versione Mk.VI.
A partire dall'ottobre del 1944, presso le basi di Aston Down e di Kemble del RAF Maintenance Command (entrambe situate nel Gloucestershire), furono concentrati i nuovi Tempest Mk.II in attesa di essere destinati ai reparti operativi. Già nei primi mesi del 1945, quando fu chiaro che la guerra in Europa stava volgendo al termine, venne presa la decisione di fare della nuova variante del Tempest la punta di diamante della Tiger Force, il reparto che la RAF stava approntando a supporto delle operazioni britanniche per la prevista invasione del Giappone, ed i primi sei esemplari furono inviati in Medio Oriente per lo svolgimento delle prove in ambiente tropicale. La repentina conclusione del conflitto contro il Giappone cambiò drasticamente i progetti della RAF: gli ordini per la produzione dei Tempest Mk.II furono radicalmente ridotti e parte degli aerei già completati utilizzata per costituire il materiale di volo dei N° 183 e N° 247 Squadron, unici reparti ad impiegare in patria i Mk.II.

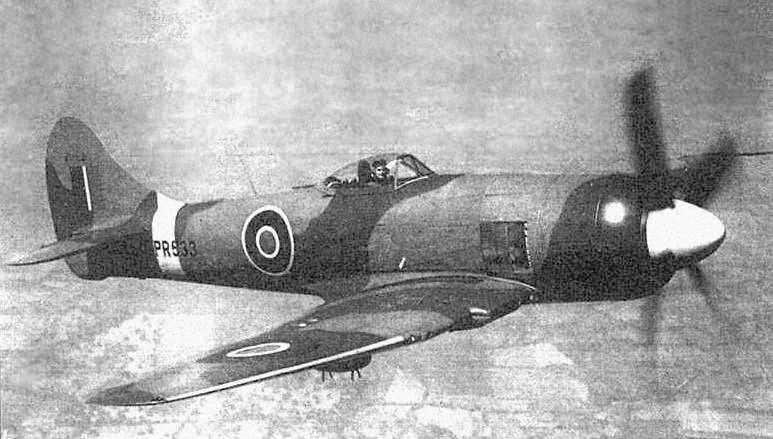
Un Tempest Mk.II in azione.

La maggior parte dei Mk.II, però, ebbe modo di operare al di fuori del territorio metropolitano: equipaggiati con questi aerei, tre Squadron facevano parte della 2nd Tactical Air Force, ridenominata British Air Forces of Occupation (BAFO) ed operante sul territorio tedesco occupato, ed altri tre erano parte della Far East Air Force, basati in India.
Durante un periodo di circa due anni i reparti della RAF operanti in India occasionalmente utilizzarono i loro aerei per operazioni di contrasto al movimento nazionalista ma furono progressivamente sciolti tra il dicembre del 1946 e l'agosto del 1947; con l'indipendenza del paese, tutti i Tempest Mk.II fino ad allora superstiti furono presi in consegna dalla Royal Indian Air Force, che a sua volta ne cedette alcuni alla Royal Pakistan Air Force l'anno successivo. India e Pakistan mantennero in servizio i Tempest Mk.II fino al 1953.
Gli ultimi Tempest Mk.II a rimanere in servizio con il Regno Unito appartenevano al N° 33 Squadron che, dal territorio tedesco, furono trasferiti (ad Hong Kong o a Singapore) nella campagna contro i guerriglieri del Tentera Pembebasan Rakyat Malaya (Esercito di Liberazione Nazionale della Malesia), facendo registrare la loro ultima sortita operativa il 6 giugno del 1951.
Infine, tra il febbraio del 1950 ed il maggio del 1952, numerosi Tempest furono rivisti e trasformati per il traino di bersagli a scopo addestrativo: ottanta esemplari così modificati, ed identificati come TT Mk.5 e TT Mk.6, prestarono servizio presso alcune Armament Practice Stations sia in patria che in Germania.

### Impieghi sperimentali
Il Tempest fu utilizzato almeno in due occasioni come banco di prova volante. Nel primo caso vennero sperimentati, impiegando due diversi prototipi, due diversi tipi di radiatore anulare da utilizzare per il motore Napier Sabre VI, uno dei quali adottava anche un'elica semi-intubata; nessuno dei due radiatori superò lo stadio sperimentale.
La seconda occasione riguardò la fase sperimentale dello sviluppo del cannone Vickers P calibro 40 mm o 47 mm. Anche in questa occasione non si giunse alla produzione in serie.

## Varianti
I dati sono tratti da "The Hawker Tempest I-VI, in Aircraft Profile, nº 197" se non diversamente indicato.
- Typhoon Mk II : designazione originale dell'Hawker Tempest, identificato anche come P. 1012.
- Tempest Mk I : prototipo equipaggiato con il motore a pistoni Napier Sabre IV. Ne fu realizzato un solo esemplare.
- Tempest Mk II : Caccia monoposto, propulso da un motore radiale a pistoni Bristol Centaurus; ne furono realizzati complessivamente 472 esemplari.
  - Tempest FB Mk II : designazione relativa ad esemplari in configurazione caccia-bombardiere: monoposto con piloni subalari per bombe e razzi.
- Tempest Mk III : prototipo equipaggiato con il motore a pistoni Rolls-Royce Griffon IIB; il suo sviluppo evolverà nel successivo Hawker Sea Fury.
- Tempest Mk IV : nuova designazione assegnata al Tempest Mk III rimotorizzato con un motore Rolls-Royce Griffon 61; non venne mai portato in volo.
- Tempest Mk V : caccia o caccia-bombardiere,  monoposto, propulso dal motore a pistoni Napier Sabre II.
  - Tempest Mk V Series 1 : i primi 100 aerei di produzione furono equipaggiati con quattro cannoni Hispano Mark II da 20 mm a canna lunga.
  - Tempest Mk V Series 2 : gli altri 700 aerei di produzione furono equipaggiati con quattro cannoni Hispano Mark V da 20 mm a canna corta.
  - Tempest TT Mk 5[N 2] : Dopo la fine della seconda guerra mondiale alcuni Tempest Mk V furono convertiti in traino per i bersagli.
- Tempest Mk VI : Caccia monoposto, dotato di motore Sabre V; ne furono costruite 142 unità.
  - Tempest TT Mk 6 : dopo la fine della seconda guerra mondiale alcuni Tempest Mk VI furono convertiti in traino per i bersagli.

## Utilizzatori
Canada
- Royal Canadian Air Force

 India
- Royal Indian Air Force poi
- Bhartiya Vāyu Senā

 Nuova Zelanda
- Royal New Zealand Air Force
  - No. 486 Squadron RNZAF

 Pakistan
- Pakistani Fida'iyye

 Regno Unito
- Royal Air Force

### Annotazioni
1. ↑  L'identificazione numerica del progetto venne introdotta dalla Hawker nel 1940.
2. ↑  Il sistema di designazione dei velivoli del Regno Unito sostituì gradatamente i numeri romani con i numeri arabi a partire dal 1943; a partire dal 1948 il sistema si basava unicamente sui numeri arabi

### Fonti
1. 1 2 3 4 5  Mason, 1966, p. 16.
2. ↑  (EN) Pilots comments on Tempest MK V (PDF), su WWII Aircraft Performance, http://www.wwiiaircraftperformance.org/, 4 dicembre 1943. URL consultato il 23 settembre 2012.
3. ↑  Bridgman 1946, pp. 126–127.
4. 1 2 3 4 5 6 7 8 9  Scutts, 1990, p. 27.
5. 1 2  Mason, 1966, p. 3.
6. 1 2 3 4 5 6 7 8 9 10 11 12 13 14 15  TEMPEST I & V, in www.airvectors.net.
7. 1 2 3  Buttler, 2004, p. 18.
8. ↑  Green, 1961, p. 76.
9. 1 2  Mason, 1966, p. 4.
10. 1 2 3 4  Green, 1961, p. 78.
11. 1 2 3 4 5 6 7 8  Scutts, 1990, p. 36.
12. 1 2 3  Mason, 1966, p. 11.
13. 1 2 3 4 5 6 7  Mason, 1966, p. 12.
14. 1 2 3  Mason, 1966, p. 6.
15. ↑  Mason, 1966, p. 5.
16. ↑  Buttler, 2004, p. 21.
17. 1 2 3 4  Green, 1961, p. 81.
18. 1 2  Hawker Tempest Page, in www.century-of-flight.net.
19. 1 2 3 4 5 6 7 8  Scutts, 1990, p. 32.
20. 1 2 3 4 5 6  Mason, 1966, p. 7.
21. ↑  Hawker Tempest Fighter-Bomber / Interceptor Aircraft, in www.militaryfactory.com.
22. 1 2 3  Mason, 1966, p. 10.
23. 1 2 3  Scutts, 1990, p. 33.
24. 1 2 3 4  Scutts, 1990, p. 38.
25. ↑  Scutts, 1990, p. 46.
26. 1 2  Scutts, 1990, p. 49.
27. ↑  The RAF's 47 mm class P gun project, in "www.quarryhs.co.uk".
28. ↑  Mason, 1966

### Pubblicazioni
- William Green, Caccia - Gran Bretagna - Hawker Tempest (I/VI), in Dimensione cielo, n. 22, Roma, Edizioni Bizzarri, 1973,  pp. 27-43.
- (EN) R.C. Jones e R.L. Ward, Hawker Tornado, Typhoon & Tempest, in Camouflage & Markings, n. 4, Londra, UK, Ducimus Books Ltd., 1971.
- (EN) Francis K. Mason, The Hawker Tempest I-VI, in Aircraft Profile, n. 197, Leatherhead, UK, Profile Publications Ltd., 1966.
- (EN) Michal Ovcacik e Karel Susa, Hawker Tempest Mks.I, V, II, VI, TT Mks.5, 6, in 4+ publications, Praga, Mark I Ltd., 1973.
- (EN) Jerry Scutts, Typhoon - Tempest, in In Action, n. 102, Carrollton, Texas, USA, Squadron Signal Publications, 1990.
- (EN) Hawker Tempest, in Flight, Sutton, Surrey - UK, Reed Business Information Ltd., 19 ottobre 1944,  p. 466. URL consultato il 1º febbraio 2016.